# Neobythites multiocellatus
Neobythites multiocellatus är en fiskart som beskrevs av Nielsen, Uiblein och Mincarone 2009. Neobythites multiocellatus ingår i släktet Neobythites och familjen Ophidiidae. Inga underarter finns listade i Catalogue of Life.